# Caissa
Caïssa és una dríada mítica de Tràcia, venerada com la musa dels escacs.

## L'origen del mite
El mite de Caissa no existia en l'època antiga, sinó que prové d'un poema titulat Caissa, escrit en hexàmetres llatins per Sir William Jones el 1763. Jones va publicar també una versió del poema en anglès.
Al poema, Caissa refusa els acostaments amorosos de Mart, déu de la guerra. Ferit per aquest rebuig, Mart cerca l'ajuda d'Euphron, déu dels esports i germà de Venus, deessa de l'amor, la qual crea el joc dels escacs com un regal per tal que Mart pugui guanyar el cor de Caissa.